# Michael Joseph Hoeppner

Bischofswappen von Michael Joseph Hoeppner

Michael Joseph Hoeppner (* 1. Juni 1949 in Winona, Minnesota) ist ein US-amerikanischer Geistlicher und emeritierter römisch-katholischer Bischof von Crookston.

## Leben
Michael Joseph Hoeppner empfing am 29. Juni 1975 die Priesterweihe für das Bistum Winona.
Papst Benedikt XVI. ernannte ihn am 28. September 2007 zum Bischof von Crookston. Der Erzbischof von Saint Paul and Minneapolis, Harry Joseph Flynn, spendete ihm am 30. November desselben Jahres die Bischofsweihe; Mitkonsekratoren waren sein Vorgänger Victor Hermann Balke sowie Bernard Joseph Harrington, Bischof von Winona.
Papst Franziskus nahm am 13. April 2021 seinen vorzeitigen Rücktritt an. Der Papst hatte den Rücktritt gefordert, da Hoeppner bei Vorwürfen sexuellen Missbrauchs durch Geistliche der Diözese Crookston nicht den Vorschriften bei Verdachtsfällen von Missbrauch gemäß gehandelt hatte.